# Hrabstwo Sussex (Delaware)
Sussex – hrabstwo (ang. county) w stanie Delaware w USA. Populacja wynosi 156 638 mieszkańców (stan według spisu z 2000 r.).
Powierzchnia hrabstwa wynosi 3097 km². Gęstość zaludnienia wynosi 64 osób/km².

## Miejscowości
- Bethany Beach
- Bethel
- Bridgeville
- Blades
- Dagsboro
- Delmar
- Dewey Beach
- Ellendale
- Fenwick Island
- Frankford
- Georgetown
- Greenwood
- Henlopen Acres
- Laurel
- Long Neck (CDP)
- Lewes
- Millsboro
- Millville
- Milton
- Ocean View
- Rehoboth Beach
- Seaford
- Selbyville
- Slaughter Beach
- South Bethany